# Audience (architecture)
Pour les articles homonymes, voir Audience.
Une audience, ou encore auditoire, est la dépendance d'un château dans laquelle se traitaient les affaires du domaine seigneurial.

## Origine
Le terme audience vient du latin classique puis judiciaire : audience [odjɑ̃s] n. f. cité en 1160, action d'écouter, du latin audientia, de audire « entendre ». Initialement, c'est l'action de bien vouloir écouter quelqu'un ou l'attention portée à une personne. « Je vous demande un moment d'audience. » (Molière).
Il a ensuite désigné le temps pendant lequel un magistrat civil ou criminel traite l'affaire devant les parties, les avocats et le public puis la salle où siège le juge durant ce débat, en opposition au cabinet où le public n'accède pas. Le terme espagnol audencia a conservé ce sens qui désigne à la fois une juridiction et un bâtiment.

## Les bâtiments seigneuriaux

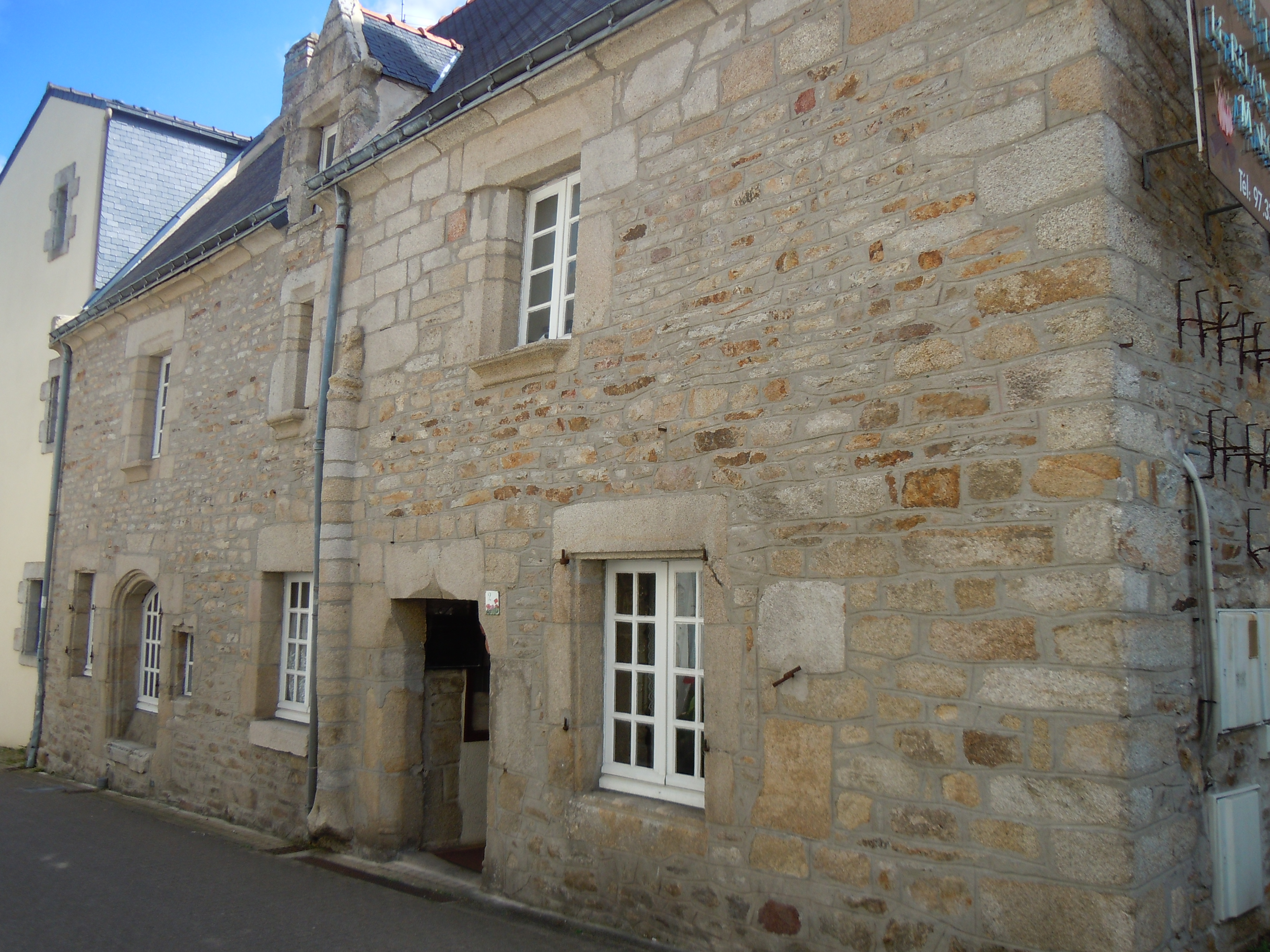
Plouay : maison dite "du Marquis", ancien auditoire de justice du Marquis de Pontcallec

Initialement, les seigneurs justiciers utilisaient une banale salle du château pour juger les litiges, ainsi la tour de l'audience à Void-Vacon. Lorsqu'au XVIe siècle des officiers de justice furent désignés par le seigneur pour assurer cette fonction, la tendance fut d'éloigner les vassaux justiciables du château lui-même.
Avec le temps se mirent en place des bâtiments spéciaux où se traitaient deux types d'affaires :
- celles proprement judiciaires où s'exerce jusqu'à la Révolution la justice seigneuriale avec son prévôt ou bailli, son procureur fiscal et son greffier ;
- celles à caractère économique ou domanial où intervient l'intendant ou régisseur.

Dans les grandes seigneuries, le bâtiment comprenait une grande salle, quelques cabinets et, parfois à l'étage, un logement. Souvent à la cave un cachot. Pour les seigneurs hauts justiciers, l'ensemble avait souvent un aspect monumental ou au moins très soigné et le souci d'apparat était net. L'auditoire de Joinville est un exemple d'édifice urbain.
Bien entendu, dans les petites seigneuries, tout était plus réduit et l'audience se réduisait à un local dans la basse-cour. Quelques châtelains avaient conservé l'ancienne habitude de rendre la justice dans le château même. Un usage analogue existait en Angleterre.
Dans certains châteaux de plaisance, l'audience devint une des fabriques du parc. Néanmoins, pour des raisons pratiques, le bâtiment restait voisin d'une porte éloignée du château ou même donnait à la fois sur une rue du village et le parc seigneurial.
On trouve des audiences dans les châteaux de Villandry, La Roche-Guyon, Chamarande, etc.